# Fouquieria
Fouquieria (bao gồm cả Bronnia và Idria) là một chi bao gồm khoảng 11 loài cây bụi hay cây gỗ nhỏ sống trong sa mạc, chi duy nhất của họ Fouquieriaceae. Chi này bao gồm các loài như ocotillo (F. splendens) và cây boojum hoặc cirio (F. columnaris). Chúng có các thân cây dạng nửa mọng nước với các gai mỏng hơn mọc thẳng ra từ thân, với các lá nói chung rất nhanh rụng mọc ở gốc các gai này (thực ra là với các cành dài và cành ngắn, cuống của các lá trên cành dài cứng lại thành gai khi phiến lá rụng, còn các cành ngắn mọc ra từ nách các gai và sinh ra các cụm lá không tạo gai). Hoa lưỡng tính, mẫu 5, mọc thành cụm ở đầu cành hay nách lá, quả nang, hạt có cánh. Chúng không có quan hệ họ hàng gì với các loài xương rồng và nhìn bề ngoài cũng không giống xương rồng; với thân cây của chúng mỏng hơn thân xương rồng và các lá thì to hơn.
Các loài cây này là bản địa của miền bắc México cùng các bang cận kề của Hoa Kỳ như Arizona, miền nam California, New Mexico và một phần ở tây nam Texas. Chúng ưa các loại đất sườn đồi thấp và khô.
Người Seri nhận dạng và đặt tên cho 3 loài trong chi Fouquieria có trong khu vực họ sinh sống ở Mexico là jomjéeziz hay xomjéeziz (F. splendens), jomjéeziz caacöl (F. diguetii, cây ocotillo Baja California) và cototaj (F. columnaris, boojum).
Chi này được đặt theo tên bác sĩ người Pháp Pierre Fouquier (1776-1850).

## Các loài
- Fouquieria burragei Rose, 1911
- Fouquieria columnaris (Kellog) Kellog ex Curran, 1885
- Fouquieria diguetii (Tiegh.) I.M.Johnst., 1925
- Fouquieria fasciculata Nash, 1903
- Fouquieria formosa Kunth, 1825
- Fouquieria leonilae Miranda, 1961
- Fouquieria macdougalii Nash, 1903
- Fouquieria ochoterenae Miranda, 1942
- Fouquieria purpusii Brandegee, 1909
- Fouquieria shrevei I.M.Johnst., 1939
- Fouquieria splendens Engelm., 1848

Chúng không có sự tương tự gần cụ thể với bất kỳ loài thực vật nào nhưng chứng cứ phân tử cho thấy chúng thuộc về bộ Ericales. Trước đó, người ta từng đặt chi này trong bộ Violales hay trong bộ của chính nó là Fouquieriales.

### Sinh thái
Fouquieria shrevei là đặc hữu của bồn địa Cuatro Ciénegas ở México và có điểm bất thường ở chỗ có một chùm các thân cây mọc thẳng chứa nhựa mủ dạng sáp và có thể sống tốt trên đất có hàm lượng thạch cao lớn. Nó có các bông hoa màu trắng có hương thơm và có lẽ được các loài ngài (bướm đêm) thụ phấn. Các loài khác trong chi với hoa màu đỏ hay cam được chim ruồi (Trochilidae) hay ong bầu (Xylocopa) thụ phấn. Fouquieria diguetii là cây chủ của loài ve bét Tuckerella eloisae.